# Pierre Cuypers
Petrus Josephus Hubertus Cuypers (Roermond, 16 maggio 1827 – Roermond, 3 marzo 1921) è stato un architetto olandese.
Ha studiato presso l'Accademia di Anversa. Diventa nel 1850 architetto della sua città natale dove fonda un "laboratorio di arte cristiana" nel 1852. Nel 1865 si trasferisce ad Amsterdam dove si trovano le sue opere più note: la stazione centrale, inaugurata nel 1889 e il Rijksmuseum iniziato nel 1877 e completato nel 1885. Tra le sue realizzazioni vi sono anche oltre 100 chiese (ad esempio, la basilica di Oudenbosch) e numerose ristrutturazioni (tra cui quella del Castello De Haar a Haarzuilens, presso Utrecht).